# Acraea bombensis
Acraea bombensis är en fjärilsart som beskrevs av Stoneham 1937. Acraea bombensis ingår i släktet Acraea och familjen praktfjärilar. Inga underarter finns listade i Catalogue of Life.